# Яблонув (ґміна)
Ґміна Яблонув — адміністративна субодиниця Коломийського повіту Станіславського воєводства та у Крайсгауптманшафті Коломия Дистрикту Галичина Третього Райху. Село Яблунів було центром сільської ґміни Яблонув.
Утворена 1 серпня 1934 року згідно з розпорядженням Міністерства внутрішніх справ РП від 26 липня 1934 за підписом міністра Мар'яна Зиндрама-Косьцялковського під час адміністративної реформи з попередніх самоврядних сільських ґмін Яблонув, Ковалювка, Люча, Стопчатув, Уторопи.
У 1934 р. територія ґміни становила 113,21 км². Населення ґміни станом на 1931 рік становило 9 222 особи. Налічувалось 2 076 житлових будинків.
Ґміна ліквідована в 1940 р. у зв’язку з утворенням Яблунівського району.
Гміна (волость) була відновлена на час німецької окупації з липня 1941 р. до березня 1944 р.
На 1.03.1943 населення ґміни становило 8 272 особи..
Після зайняття території ґміни Червоною армією в 1944 р. ґміну ліквідовано і відновлений Яблунівський район.